# Денис Жерич
Денис Жерич (босн. Denis Žerić; нар. 21 березня 1998, Сараєво, Боснія і Герцеговина) — боснійський футболіст, півзахисник сараєвського «Желєзнічара».

## Клубна кар'єра
Народився 21 березня 1998 року в місті Сараєво. Вихованець місцевого клубу «Желєзнічар». З 2015 року почав залучатись до тренувань з першою командою клубу. Дебютував у футболці «залізничників» 9 серпня 2015 року в переможному (1:0) виїзному поєдинку 3-го туру боснійської Прем'єр-ліги проти «Вітеза». Зерич вийшов на поле в стартовому складі, а на 64-й хвилині його замінив Дженис Беганович. На даний час у футболці «Желєзнічара» зіграв 10 матчів.

## Кар'єра в збірній
З 2014 року викликався до юнацької збірної Боснії і Герцеговини U-17. Дебютував у її складі 23 жовтня 2014 року в переможному (1:0) виїзному поєдинку кваліфікації юнацького чемпіонату Європи 2015 проти однолітків зі Швейцарії. Денис вийшов на поле в стартовому складі, а на 74-й хвилині його замінив Мирза Мусафич. Єдиним голом у складі збірної відзначився 28 жовтня 2014 року на 11-й хвилині нічийного (1:1) домашнього поєдинку проти Азербайджану. Загалом у складі 17-річних боснійців зіграв 3 матчі та відзначився 1 голом.
З 2016 року почав викликатися до юнацької збірної Боснії і Герцеговини U-19. Дебютував у її складі 4 жовтня 2016 року в переможному (3:0) виїзному поєдинку кваліфікації юнацького Чемпіонату УЄФА U-19 проти однолітків з Литви. Жерич вийшов на поле в стартовому складі та відіграв увесь матч, а на 22-й хвилині відзначився голом у воротах литовців. На даний час у складі 19-річних боснійців зіграв 6 матчів та відзначився 1 голом. 

## Досягнення
- Прем'єр-ліга (Боснія і Герцеговина)
  -  Срібний призер (2): 2016/17, 2017/18
- Кубок Боснії і Герцеговини
  -  Володар (1): 2017/18